# Rachel Beer

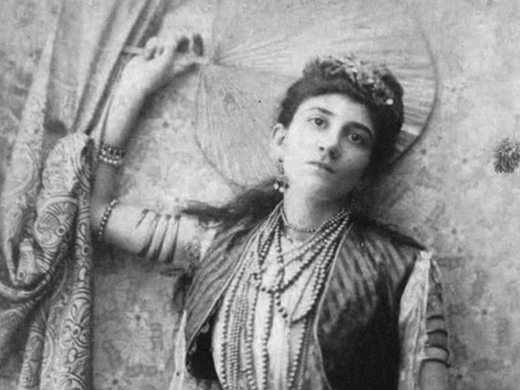
Rachel Beer (undatiertes Porträt von Hayman Selig Mendelssohn)

Rachel Beer (* 7. April 1858 in Bombay, Britisch-Indien als Rachel Sassoon; † 29. April 1927 in Royal Tunbridge Wells, England) war eine britische Journalistin, Redakteurin und Zeitungsverlegerin. Als erste Frau übernahm sie die Chefredaktion einer britischen Tageszeitung. Ab etwa Anfang der 1890er Jahre bis hinein ins frühe 20. Jahrhundert hatte sie diese Position sowohl bei der Sunday Times als auch beim Observer inne.

## Leben

### Kindheit und Jugend
Beer wurde in Britisch-Indien als Tochter von Fahra (Flora) und Sassoon David Sassoon (1832–1867) geboren. Die jüdische Familie Sassoon war eine weit verzweigte Kaufmannsfamilie aus dem Nahen und Mittleren Osten mit engen Verbindungen nach Europa. Ihr Großvater war der Kaufmann und Philanthrop David Sassoon, ihr Neffe der Schriftsteller Siegfried Sassoon. Zehn Tage nach ihrer Geburt verließ ihr Vater Bombay und zog nach England, um dort einen Ableger des Sassoon-Imperiums aufzubauen. Zusammen mit ihrer Mutter und ihren Geschwistern folgte Rachel ihrem Vater 1860. Sie wuchs in England auf und ging zusammen mit ihrem älteren und ihren beiden jüngeren Brüdern auf eine Privatschule. Rachel erhielt dabei insbesondere eine musikalische Erziehung. Mit neun Jahren wurde sie durch den frühen Tod ihres Vaters Halbwaise.
Als junge Frau arbeitete sie als Krankenschwester in einem Krankenhaus in Brompton und lernte Frederick Beer kennen, einen Sohn des Unternehmers Julius Beer (1836–1880). Die Familie Beer war eine deutschstämmige Bankiersfamilie, die ihre Wurzeln in der Frankfurter Judengasse hatte. Auch die Familie Beer war ursprünglich jüdischen Glaubens, doch Julius Beer war zum Anglikanismus übergetreten und sein Sohn war in dieser Glaubenstradition erzogen worden. Kurz bevor sie 1887 Frederick heiratete, trat auch Rachel Sassoon zur anglikanischen Kirche über. Die Konversion wurde von ihrer eigenen Familie äußerst kritisch aufgenommen. Lediglich mit ihrem Bruder Alfred, der die christliche Künstlerin Theresa Thornycroft geheiratet hatte, blieb sie in engem Kontakt. Zu den Hochzeitsgästen gehörten unter anderem der führende Politiker William Ewart Gladstone, kurz zuvor noch Premierminister, und seine Frau Catherine Gladstone. Mit ihrem Ehemann bewohnte sie ein Londoner Stadthaus und war fester Bestandteil der Londoner High Society. Sie war unter anderem dafür bekannt, regelmäßig politische Salons auszurichten. Das Ehepaar Gladstone besuchte diese regelmäßig.

### Zeitungsverlegerin
In England gehörte der Familie Beer die Zeitung The Observer. 1870 war sie in den Besitz von Julius Beer gekommen, der spätestens mit seinem Tod 1880 die Leitung an seinen Sohn übergeben hatte. Rachel Beer stieg kurz nach ihrer Hochzeit in das Geschäft mit ein. Zunächst veröffentlichte sie Briefe und einige Artikel, danach stieg sie auch nach und nach in die geschäftliche Leitung ein.  Einige Zeit nach dem Weggang des Chefredakteurs Edward Dicey 1889 übernahm Frederick Beer auch die Chefredaktion und nahm aus gesundheitlichen Gründen seine Frau in die Leitung mit auf. Erst war sie stellvertretende Chefredakteurin, ab 1891 war sie gleichberechtigte Chefredakteurin des Observers. 1896 zog sich ihr Ehemann vollständig aus dem Geschäft zurück. Damit war sie die erste Frau, die für die Chefredaktion einer britischen Zeitschrift zuständig war. 1893 oder 1894 übernahm das Ehepaar auch die The Sunday Times, wobei Rachel Beer aber de facto von vornherein die volle Kontrolle hatte. Hier betätigte sie sich parallel in der gleichen Funktion. Während sie für den Observer einige Artikel und Rezensionen schrieb, verfasste sie für die Sunday Times wöchentlich ein Editorial mit dem Titel The World’s Work. Hier behandelte sie jeweils unterschiedliche Thematiken des aktuellen Zeitgeschehens. So debütierte sie mit einem Editorial über den Ersten Japanisch-Chinesischen Krieg und den Gesundheitszustand des russischen Zaren Alexander III. In einem späteren Editorial schrieb sie auch über das Automobil, wobei sie die guten Perspektiven des „pferdelosen Wagens“ erkannte. Ein Historiker der National Portrait Gallery urteilte später jedoch, Beers Editorials seien „häufig sehr rechthaberisch“ und sie selbst „nicht immer gut informiert“ gewesen. Ihren Arbeitsplatz verlagerte Beer bald in ihr Haus in den Chesterfield Gardens. Zur vereinfachten Kommunikation ließ sie eine Telefonleitung von dort zur Fleet Street verlegen. Damit nutzte sie eine damals noch sehr seltene Technologie. Zu Beginn ihrer Tätigkeit hatte sie sich von William T. Stead beraten lassen, inwiefern das aber praktische Auswirkungen hatte, scheint unklar zu sein. Neben ihrer eigentlichen Tätigkeit bei den beiden Zeitungen engagierte sie sich auch als Mitglied des Institute of Journalists.
Beer selbst war schon aus persönlichen Motiven dem Zionismus wohlgesinnt, auch ihre beiden Zeitungen vertraten mit ihr als Chefredakteurin ebenjene Linie. Ebenfalls wohlgesinnt stand sie der Suffragettenbewegung und dem Imperialismus gegenüber. Zusätzlich forderte sie eine größere Besteuerung der Oberschicht und verbesserte Lebensbedingungen und höhere Löhne für die Unterschicht. Im Speziellen widmete sie sich den Berufsumständen von Krankenpflegern. Insgesamt gesehen vertrat sie für damalige Verhältnisse liberale Positionen. Regelmäßig bezog sie sich in ihren Artikeln auf den Literaten Rudyard Kipling, den sie äußerst positiv bewertete.

### Rolle in der Dreyfus-Affäre
Ihr bedeutendster journalistischer Erfolg kam im Rahmen der Dreyfus-Affäre für The Observer, als sie 1898 Ferdinand Walsin-Esterházy interviewte. Dieser weilte im Geheimen in London, doch Beer wusste vom Aufenthaltsort des französischen Militärs, da der Observer-Korrespondent in Frankreich bereits eine Verbindung zu Walsin-Esterházy aufgebaut hatte. Im Rahmen des Gesprächs gab er zu, der eigentliche Verfasser der für die Affäre ausschlaggebenden Handschrift zu sein. Jene Handschrift hatte einen Verrat von Geheimnissen des französischen Militärs durch einen französischen Militärangehörigen nahegelegt, wofür der Jude Alfred Dreyfus fälschlicherweise verurteilt worden war. Ihre Informationen enthüllte Beer im September 1898 in zwei „Specials“ im Observer. Gleichzeitig forderte sie in einem Editorial, den Prozess gegen Dreyfus neu aufzurollen, und beschuldigte das französische Militär, antisemitisch eingestellt zu sein. Wenig später zog Walsin-Esterházy seine Aussage zurück und verklagte den Observer. Als Reaktion ließ Beer weitere investigative Artikel veröffentlichen. Die Affäre endete 1899, als Walsin-Esterházy endgültig seine Schuld eingestand.

### Spätere Jahre
Auch wenn sie als profilierte Journalistin galt, waren unter ihrer Leitung die Verkaufszahlen ihrer beiden Blätter leicht rückläufig. Privat sammelte sie in dieser Zeit Kunstwerke, daneben interessierte sie sich auch sehr für Musik und insbesondere für das Komponieren. Anfang der 1900er-Jahre gab sie ihre Position bei beiden Zeitungen auf. Das genaue Datum ist umstritten. Es findet sich die Angabe 1901, aber auch 1903. Im Bezug auf den Observer wird auch von 1904 gesprochen. In jedem Falle fällt das Ende ihrer Tätigkeit in die Zeit, in der ihr Ehemann starb (Dezember 1901) und auch sie selbst gesundheitlich abbaute. 1904 wurde sie offiziell für „geisteskrank“ erklärt. Nach der Diagnose des damals berühmten Psychologen George Savage habe sie sich bei ihrem Ehemann wohl mit Syphilis angesteckt und entwickle nun selbst Symptome. Einer anderen Angabe zufolge hatte ihr Ehemann an Tuberkulose gelitten. Beer selbst litt aus heutiger Sicht wahrscheinlich weder an Syphilis noch an Tuberkulose, sondern unter Depressionen. Den Rest ihres Lebens verbrachte sie auf einem Landsitz in Royal Tunbridge Wells, wo sie eine intensive medizinische Betreuung erhielt. Ihr älterer Bruder Joseph fungierte bis zu seinem eigenen Tod als ihr gesetzlicher Vormund; eigene Kinder hatte sie nicht. Ihre mentale Verfassung stabilisierte sich nach einiger Zeit, dennoch gab es immer wieder Phasen mit gesundheitlichen Problemen. Sie zog sich fast vollständig aus dem Gesellschaftsleben zurück, spendete aber regelmäßig an lokale Wohltätigkeitsorganisationen.
Beer überlebte alle ihre Geschwister. Sie litt zuletzt an einem Magenkarzinom, an dessen Folgen sie Ende April 1927 auf ihrem Landsitz in Royal Tunbridge Wells verstarb. Sie wurde auf einem nahegelegenen Friedhof bestattet. Es war wohl ihre Familie, die verhinderte, dass sie im Mausoleum der Familie Beer auf dem Highgate Cemetery in London beigesetzt werden konnte. Während sich an der Beer-Grabstätte in Highgate bereits seit längerem eine Inschrift in Gedenken an Rachel Beer befand, war ihre eigene Grabstätte in Royal Tunbridge Wells offenbar lange Zeit ungepflegt und der Grabstein „nichtssagend“. 2020 wurde das Grab samt Grabstein restauriert und eine zusätzliche Inschrift hinzugefügt, die Beers Karriere beschreibt. Angestoßen wurde das Projekt von Recherchen der Journalistin Ann Treneman, für die Kosten kamen Beers ehemalige Zeitungen auf. Ihr Neffe Siegfried Sassoon erbte den Landsitz in Royal Tunbridge Wells. Ihr zu Ehren ließ er in seiner Privatbibliothek ein Porträt von ihr aufhängen.
Von Beer existieren mindestens drei Porträtfotografien. Ein Bild von John Alfred Horsburgh ist heute in der Beinecke Rare Book and Manuscript Library der Yale University zu finden, ein weiteres von Hayman Selig Mendelssohn ebenfalls. Ein drittes von Henry Walter Barnett ist im Besitz der National Portrait Gallery in London. Ihr Wirken an der Londoner Fleet Street geriet schnell in Vergessenheit. Der Observer meldete ihren Tod nur in einer kleinen Randnotiz, in der Sunday Times erschien gar keine Meldung. Im Gegensatz dazu wurde in einem Beitrag zum 175. Jubiläum des Observers 1966 die Zeit mit ihr als Chefredakteurin als bemerkenswert für die Geschichte der Zeitung eingestuft. Verstärkte Aufmerksamkeit erhielt sie aber erst im 21. Jahrhundert. So erschien 2011 eine Biographie über sie, die Beer als „First Lady of Fleet Street“ bezeichnete.